# 부트스트랩 (컴퓨팅)
부트스트랩 프로그램(영어: bootstrap program)은 전원을 켜거나 재부팅을 할 때 적재되는 프로그램이다. 일반적으로 펌웨어라고 알려진 ROM 또는 EEPROM에 저장되어 있다. 이 프로그램은 시스템을 모든 측면에서 초기화하며, 운영 체제 커널을 적재하고 실행시킨다.

## 같이 보기
- 부팅